# Верхом на помеле (мультфильм)
«Верхом на помеле» (также «Место на метле»; англ. Room on the Broom) — компьютерный анимационный фильм по одноимённой детской книге в стихах английской писательницы Джулии Дональдсон. Фильм снят той же компанией, которая ранее выпустила экранизации книг Дональдсон «Груффало» и «Дочурка Груффало». Премьера фильма состоялась под Рождество 2012 года на канале BBC One — таким образом, этот канал три года подряд показывал на Рождество новые фильмы по книгам Дональдсон. Как и в предыдущих фильмах, стилистика «Верхом на помеле» основана на оригинальных иллюстрациях Акселя Шеффлера к книге. Озвучен фильм известными британскими актёрами, в роли рассказчика выступил Саймон Пегг.
Фильм завоевал ряд наград и выдвигался в номинации премии «Оскар» 2014 года за лучший короткометражный анимационный фильм.

## Сюжет
Ведьма, путешествующая на помеле со своим Котом, по очереди роняет на землю своё островерхий колпак, бант от косы и волшебную палочку. Эти предметы находят соответственно верный Пёс, зелёная Птица и Лягушонок, особенно ценящий чистоту. Все они просят ведьму взять их с собой полетать на помеле, и ведьма соглашается, несмотря на протесты ревнующего Кота.
Пятеро путешественников не подозревают, что за ними уже начал охоту огромный красный Дракон. Когда помело случайно ломается от прыжка Лягушонка, животные падают в болото, а Дракон настигает Ведьму и хочет съесть её. Однако лишь только он собирается проглотить Ведьму, из болота поднимается страшное чудовище с несколькими парами глаз, лап и крыльями, всё покрытое грязью. Дракон в страхе улетает, а животные, изображавшие чудище, радуются спасению вместе с Ведьмой.
В волшебном котле Ведьма варит новое помело — с сиденьями для неё, Кота и Пса, гнёздышком для Птицы и ванной с душем для Лягушонка. На усовершенствованном помеле все отправляются в новый полёт.

## Роли озвучивали
- Саймон Пегг — рассказчик
- Джиллиан Андерсон — Ведьма
- Роб Брайдон — Кот
- Тимоти Сполл — Дракон
- Мартин Клунз — Пёс
- Салли Хокинс — Птица
- Дэвид Уолльямс — Лягушонок

## Награды и номинации
Основные награды и номинации фильма включают:
| Церемония                                                     | Получатель премии     | Номинация                                    | Итог      |
| ------------------------------------------------------------- | --------------------- | -------------------------------------------- | --------- |
| Оскар-2014                                                    | Макс Ланг, Ян Лахауэр | Лучший анимационный короткометражный фильм   | Номинация |
| British Animation Awards 2014 года                            | Макс Ланг, Ян Лахауэр | Лучший полнометражный фильм (Best Longform)  | Победа    |
| BAFTA-2013                                                    | Макс Ланг, Ян Лахауэр | «Детская» BAFTA за лучший анимационный фильм | Победа    |
| Международный фестиваль анимационных фильмов в Анси 2013 года | Макс Ланг, Ян Лахауэр | Лучший телевизионный мультфильм              | Победа    |
| TIFF Kids International Film Festival в Торонто 2013 года     | Макс Ланг, Ян Лахауэр | Лучший анимационный короткометражный фильм   | Победа    |
| Фестиваль короткометражных фильмов в Вила-ду-Конди 2013 года  | Макс Ланг, Ян Лахауэр | Лучший анимационный фильм                    | Победа    |
| Королевское телевизионное общество Великобритании 2012 года   | Макс Ланг, Ян Лахауэр | Лучшая детская телепередача                  | Победа    |

## Отзывы
Сама Джулия Дональдсон высоко оценила экранизацию, в том числе эмоции, которые авторы фильма мастерски придали животным, и дополнительные детали, которых не было в книге (например, историю жизни зелёной птицы, ставшей изгоем в своём окружении). Она отметила, что «Верхом на помеле» понравился ей даже больше, чем «Груффало» и «Дочурка Груффало», хотя эти фильмы ей также понравились.